# Општина Уриу (Бистрица-Насауд)
Уриу (рум. Uriu) општина је у Румунији у округу Бистрица-Насауд.
Oпштина се налази на надморској висини од 276 m.